# 성애병원
성애병원(聖愛病院)은 서울특별시 영등포구 여의대방로53길 22에 위치한 종합병원이다.

## 연혁
- 1957년 12월 1일 충남 논산군 연무읍에 '성애의원' 개원
- 1968년 2월 1일 서울 영등포구 신길1동 451-9에 '성애의원' 개원
- 1977년 12월 20일 서울 영등포구 신길1동 451-5에 '성애병원' 개원
- 1982년 8월 23일 의료법인 성애의료재단 설립
- 1982년 9월 9일 '의료법인 성애병원' 개원
- 1989년 6월 27일 성애병원 부속건물 신축 완공
- 1995년 2월 16일 성애병원 신관 증축
- 2000년 11월 1일 본관 별관 신축

## 같이 보기
- 광명성애병원